# Rodaki
Rodaki – wieś w Polsce położona w województwie małopolskim, w powiecie olkuskim, w północnej części gminy Klucze, przy drodze wojewódzkiej nr 791 Olkusz – Zawiercie, w paśmie Krajobrazowego Parku Orlich Gniazd.

## Położenie
W 1595 roku wieś położona w powiecie proszowskim województwa krakowskiego była własnością wojewody krakowskiego Mikołaja Firleja. W latach 1975–1998 miejscowość administracyjnie należała do województwa katowickiego.
Z najwyższego wzniesienia – Świniuszki (487 m n.p.m.) – roztacza się widok na Pustynię Błędowską i ruiny zamku w Ogrodzieńcu. Na zboczu Świniuszki znajduje się jaskinia, zaliczana do jednych z najgłębszych na Jurze Krakowsko-Częstochowskiej. U południowo-zachodniego podnóża Świniuszki wypływa Źródło Miłości z cenioną przez mieszkańców bardzo czystą wodą. Wieś otacza obszar lesisty usiany ostańcami, poprzecinany skalistymi dolinkami, stanowiący szlak turystyczny i rowerowy, jest to teren do wspinaczek i dla grotołazów.

## Części wsi
Rodaki podzielone są na cztery części: Dwór, Wieś, Nowsie oraz przysiółek Rzeka.

## Toponimia
Hipoteza I: Nazwa miejscowości jest etniczna i pochodzi od jakiegoś rodu (lub rodziny), który mógł posiadać tę włość, jednak nie wiadomo jakiego (rodak – współobywatel, krewniak). W 1398 roku występuje jako Rodak, w latach 1470–1480 jako Rodaky.
Hipoteza II: Nazwa „Rodaki” pochodzi od słowa „rod” – źródło.

## Historia
Już w 1325 roku był tu kościółek, ale sama wieś należała do parafii Chechło.
Do 1388 roku była królewszczyzną. Wtedy jednak, wraz z Kluczami i zamkiem w Ogrodzieńcu, nadana została cześnikowi Włodkowi.
W XV w. wieś była własnością Salomona i Piotra herbu Łabędź. Miała wówczas 15 łanów kmiecych, z których dziesięcinę wartą 4 grzywny płacono biskupowi krakowskiemu, zaś dziesięcinę wartą 2 grzywny z łanu sołtysiego płacono plebanowi w Chechle. Według regestru poborowego w 1490 roku wieś miała 11 łanów. W 1581 roku była własnością Bonerów.
 W XVI w. był w Rodakach młyn i karczma. W XIX w. należała do gminy Ogrodzieniec w powiecie olkuskim. W 1870 roku dobra Rodaki zostały zakupione za sumę 11 tys. rubli przez Jana Ulryka Schaffgotsch. W 1876 roku tutejszy folwark liczył 1396 mórg powierzchni, z czego 401 mórg miały grunty orne i sady, łąk mórg 39, lasu 922, nieużytków mórg 34, były w nim 4 budynki murowane i 18 drewnianych. W końcu XIX w. ziemia dworska została rozparcelowana między chłopów.
W latach 1954–1972 włączone do gromady Rodaki.

## Zabytki
Obiekt wpisany do rejestru zabytków nieruchomych województwa małopolskiego.
- Kościół pod wezwaniem św. Marka Ewangelisty, starodrzew, otoczenie, dzwonnica.

## Komunikacja
Z Rodak odjeżdżają autobusy ZKGKM Olkusz o numerach: 471, 476, 477.
Przez miejscowość przejeżdżają autobusy linii dalekobieżnej relacji Kraków – Częstochowa realizowanej przez PKS Częstochowa.